# مو سبنسر
مو سبنسر (بالإنجليزية: Mo Spencer)‏ هو لاعب كرة قدم أمريكية أمريكي، ولد في 15 يونيو 1952 في وينستون-سالم في الولايات المتحدة.